# Enchytraeus albidus
Enchytraeus albidus är en ringmaskart som beskrevs av Henle 1837. Enchytraeus albidus ingår i släktet Enchytraeus och familjen småringmaskar. Arten är reproducerande i Sverige. Inga underarter finns listade i Catalogue of Life.

## Bildgalleri

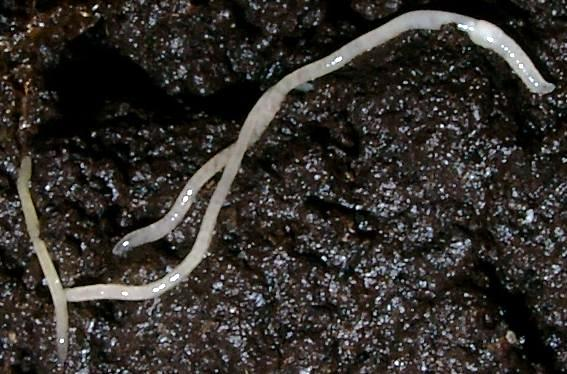